# Videoclip

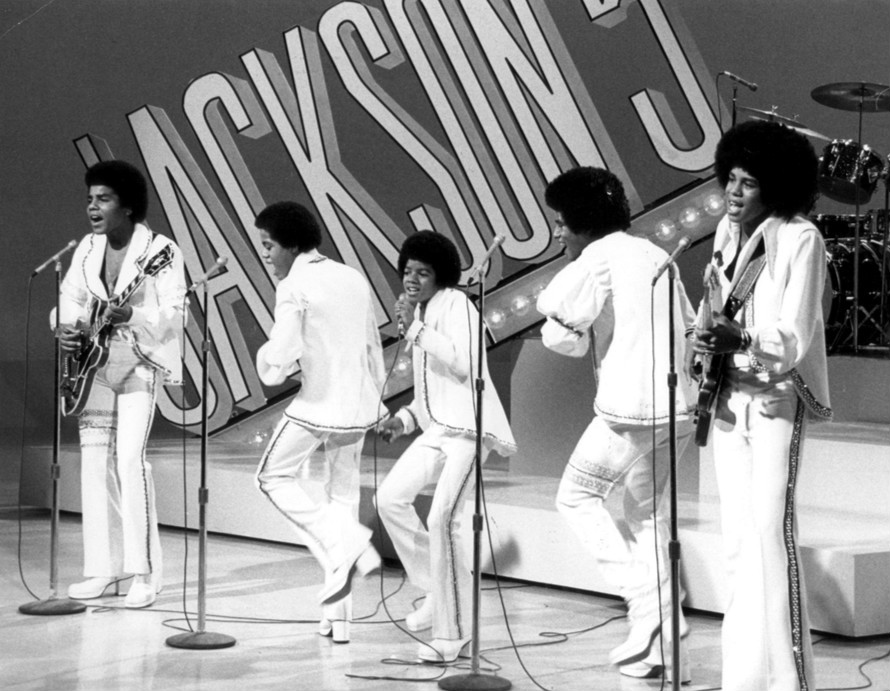
Jackson Five

Un videoclip, vídeo musical o clip de vídeo és un curtmetratge que ofereix una representació visual d'una cançó. Està realitzat per a la seva difusió en vídeo per a la televisió o portals d'Internet promoguts per la indústria discogràfica.
És una forma d'art en què el visual i el musical es combinen, mitjançant la interacció entre les dues parts. Amb això s'aconsegueix un efecte que seria impossible sense la comunió entre les dues parts. “És una fascinant combinació de disciplines que es complementen mútuament”. Aquesta amalgama de formes, colors i música crea il·limitades possibilitats artístiques. “El vídeo musical combina música, actuació musical i, de moltes diverses maneres, una gran quantitat d'altres formes, estils, gèneres i recursos audiovisuals procedents del teatre, del cinema, del ball, la moda, la televisió i la publicitat. Algunes d'elles sempre han estat relacionades directament o indirecta amb el pop, mentre que altres ho han començat a estar més recentment. No obstant això, amb el vídeo musical aquests elements semblen combinar-se amb la música gravada i l'actuació d'una forma característica i nova. En aquest sentit, els vídeos musicals, constitueixen una de les formes més consumades de la dimensió de la cultura visual contemporània que es basa en una estètica d'intertextualitat exhibida.”
Són produccions molt vives que tenen com a objectiu cridar l'atenció del teleespectador. Els vídeos musicals moderns es fan i usen principalment com a tècniques de Màrqueting amb la intenció de promocionar la venda d'enregistraments musicals. Encara que els orígens dels vídeos musicals venen de molt més lluny, la seva popularitat va créixer durant els anys vuitanta, quan el format de la cadena MTV (Music Television) es va crear al voltant d'ells.
La clara barreja de gèneres del vídeo musical resulta evident en la contínua apropiació i incorporació d'imatges, estils i convencions pròpies d'altres tipus i formes d'imatge. El vídeo musical es troba implicat en un procés de mutació que suposa l'enderrocament i la redefinició de les fronteres convencionals.
El resultat d'aquest procés ha sigut una estètica que, tot i prolongar el culte de la imatge, de la superfície i de la sensació característica de la cultura visual contemporània, ha produït la seva pròpia barreja característica d'agrupacions lliures, de models i d'exemplars. Pel que fa als seus referents es basen en models audiovisuals ja existents, formes d'imatge, la personalitat dels cantants o grups musicals, etc. Escapen en gran manera a una lògica referencial o figurativa. A més, els videoclips intenten poc o no ho intenten en absolut, ocultar la seva dependència respecte d'altres formes de moderació. Es pot veure un predomini del qual és visual i una pèrdua d'importància del significat figuratiu tal com s'entén tradicionalment.
En conclusió, no és el significat - com a lògica figurativa o narrativa- sinó la diversió produïda pels significants el que constitueix el tret estètic predominant i potser determinant d'aquest subgènere. Això és evident tant en els videoclips que apareixen preocupats per la imatge de manera òbvia, com en aquells que es mostren com "poc cuidats", aquests són els del format ja conegut com "l'amateur", i es destaquen precisament pel seu "descuit calculat".

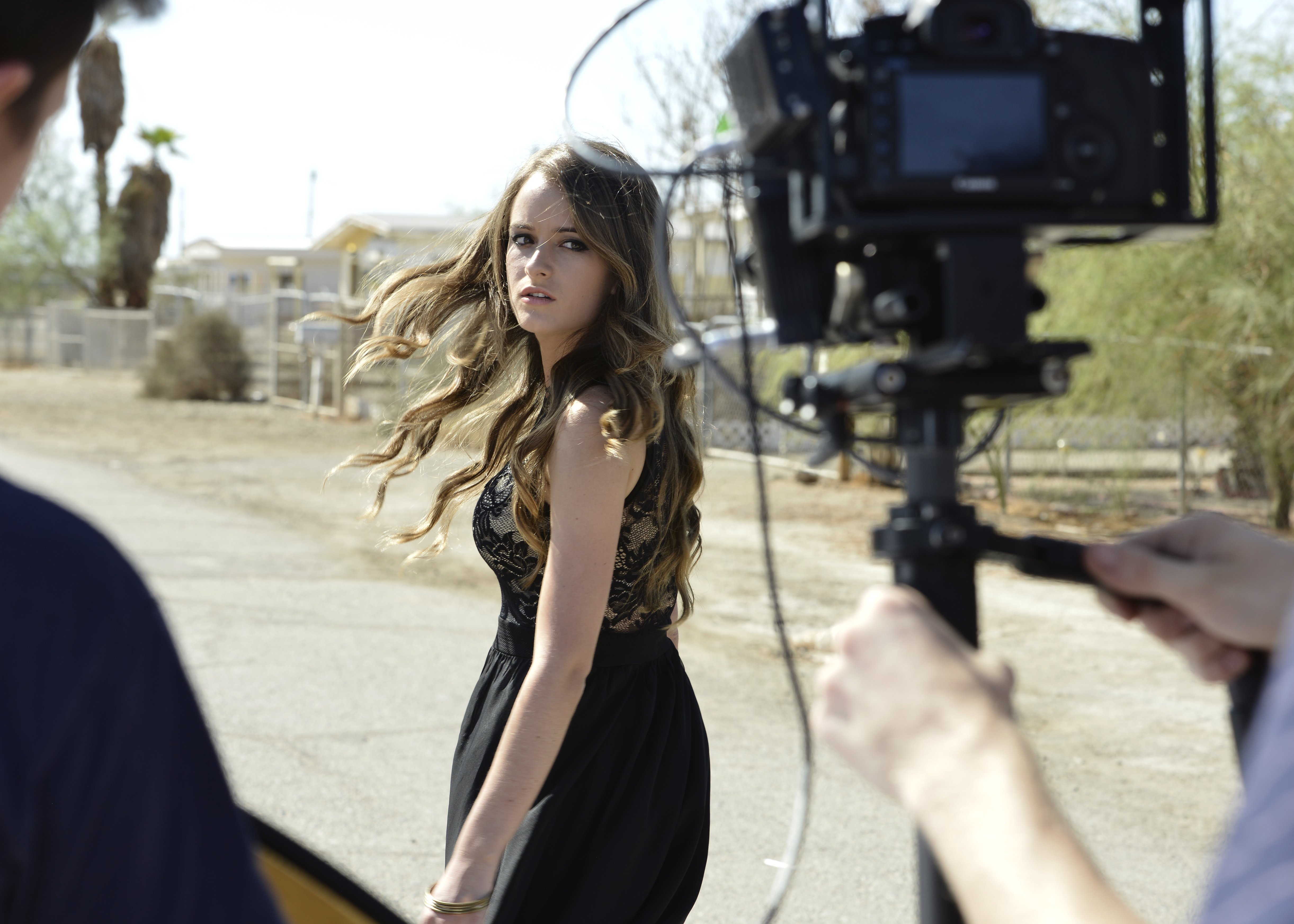
Filmació videoclip

El vídeo musical acostuma a ser molt dinàmic per tal de cridar l'atenció de l'espectador. S'hi acostumen a veure molts efectes visuals. És el gènere audiovisual més creatiu i experimental. Segons el tema musical que representa utilitza una sèrie d'elements i estructura diferent, és a dir, acostuma a haver-hi uns criteris als quals s'han de cenyir segons l'estil de la cançó.
D'aquesta manera, resulta clar que els videoclips tracten de la imatge en si, tracten de crear una imatge per un so, per un artista o artistes, i la meitat de les vegades per una actuació musical. Es crea per vendre o promocionar una cançó i reforçar la imatge del grup. Tot i que el gènere va néixer íntimament lligat a la publicitat, els grans pressupostos que mou permeten múltiples possibilitats de creació així com la contractació dels millors equips tècnics. Per altra banda, també aconsegueixen altres objectius: a través d'ells es crea ideologies i maneres de fer, estereotips socials i referències culturals i vitals.

## Història
La televisió, el vídeo i el cinema, són dispositius tecnològics que comencen a ser qüestionats i utilitzats com a nous mitjans d'experimentació, en una època en la qual cada procés d'exploració és realitzat amb elements analògics, i tecnologies que tot just inicien el seu desenvolupament.
Els primers artistes interessats pel vídeo procuren manipular les imatges electrònicament, però la revolució arriba de la mà de Nam June Paik, Woodi i Steina Vasulka que creen llenguatges específics per les seves obres tecnològiques, això propicia que gradualment molts artistes trobin els avantatges del vídeo comparant-lo amb el cinema, en poder editar i modificar les imatges i sons obtinguts transformant les directrius del llenguatge tradicional.
En els seus començaments molts dels creatius provenien del món de la música. Un d'ells, el coreà Nam June Paik, considerat pioner del videoart, l'any 1965 converteix per primera vegada la gravació d'una cinta i la seva exhibició en un fet artístic.
Una de les seves obres més importants, el vídeo Global Groove (1973), "és una espècie de vídeo-paisatge imaginari que anticipa el que passarà quan tots els països del món es connectin els uns amb els altres mitjançant la televisió per cable".
En la seva realització, s'endevina com un dels precursors del Videoclip.
Cap a mitjans dels vuitanta, moltes empreses de gràfics per ordinador comencen a fer importants avenços en introduir la producció d'imatges per ordinador en la publicitat televisiva, els vídeos musicals i l'animació.
A partir d'aquest moment el vídeo va avançant de la mà de l'evolució tecnològica.
Actualment a aquests artistes experimentals del vídeo, els devem la invenció, mitjançant els processadors d'imatges, de gairebé tots els avanços en consecució d'efectes.
Segons Ana Quiroga: "Paik aconsegueix en les seves obres crear, a través d'una barreja de sons i imatges heterogènies reals i manipulades, un ritme musical i visual vertiginós, on la curiositat i la seva concepció lúdica de l'art apareixen com a trets característics fonamentals".
Sobre aquesta evolució creativa Cristine Assche diu "Mentre que en els anys 60-70 la gravació de vídeo era el reflex del què veia l'artista, en els 90 les diverses manipulacions de l'objecte vídeo el transformaren conservant cada vegada menys el vincle amb l'objecte original".

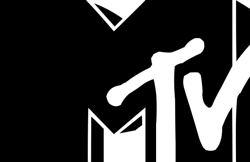
Logo MTV, cadena difusora de videoclips

El videoclip es desenvolupa principalment quan es crea la Cadena de Televisió MTV (1981) especialitzada en la difusió de vídeos musicals. Era un moment decisiu per a la indústria del disc que patia una greu crisi, i aquest va ser el revulsiu per al seu rellançament, podent convenir que el videoclip en el seu origen és producte del màrqueting.
Tal com afirma el seu fundador Bop Pitman, "El videoart anticipa l'estètica del videoclip".
Bohemian Rhapsody, de Queen, és una icona musical des de la seva gravació l'any 1975. Se’l considera el primer videoclip de la història. Un tema només arribava a ser vist i conegut pel públic quan un artista o grup es presentava com a convidat a un programa de televisió i interpretava la cançó, i així poder aconseguir un bon nivell de vendes. Fins a la primera meitat dels anys 70, l'aplicació de la tècnica del magnetoscopi a un tema musical era, simplement, un conjunt de registres d'una banda o artista. Acostumava a ser sobre un escenari o dins d'un estudi de televisió, amb algunes preses en primer pla, muntades amb l'única intenció de mostrar l'artista i la seva cançó. Tota aquesta modalitat es va mantenir invariable fins al novembre de 1975 quan va aparèixer Bohemian Rhapsody. Va ser una cançó que va marcar una època, per moltes raons, una de les quals per haver utilitzat per primera vegada un vídeo promocional. Hi ha controvèrsia en dir quin va ser realment el primer vídeo musical, però aquest va ser el primer a tenir efectes especials i en tenir una preparació prèvia. Queen va ser qui va inaugurar el concepte del videoclip. Després d'aquest vídeo tot va canviar, i els videoclips van anar evolucionant fins a ser les grans produccions audiovisuals d'avui en dia.
La cançó es va gravar en tres setmanes, començant a Rockfield Studio 1 el 24 d'agost de 1975, després d'un assaig de també tres setmanes a Heredfordshire. Durant el procés es va rodar en quatre estudis més, Roundhouse, SARM, Scorpion i Wessex. Segons els membres de la banda, Freddie Mercury va compondre mentalment la cançó i els va dirigir ell mateix. May, Mercury i Taylor van cantar contínuament de deu a dotze hores per dia, obtenint 180 gravacions separades. Com els estudis d'aquella època només disposaven de cintes analògiques de 24 pistes, va ser necessari que els tres es gravessin sobre la mateixa pista nombroses vegades i reiteressin aquestes gravacions en successives subbarreges. Al final, van acabar utilitzant cintes de vuitena generació. Va ser el senzill més car del món i una de les gravacions més elaborades de tota la història de la música.
Un important factor que ha possibilitat aquest procés ha sigut la producció digital de les imatges. Des dels primers anys de la dècada dels 80 s'han utilitzat diferents tècniques de producció d'imatges per ordinador en el camp de la producció del videoclip. El seu ús i importància han augmentat enormement dins del gènere des de llavors i s'han convertit en elements fonamentals de l'impuls cap a la producció de medis de muntatge de diferents classes, estils i formes d'imatges.

## Distribució
Quan es parla de videoclip com concepte no pot faltar parlar de YouTube, la plataforma més important pel que fa a la distribució dels continguts audiovisuals de tot el món. El fet que Internet i aquesta plataforma proporcionin a qualsevol usuari poder ser creador de contingut, fa que existeixin milions de videoclips de temàtiques variades. També YouTube permet distribuir fàcilment contingut audiovisual d'un grup o artista, de manera que els videoclips estan a l'abast de tothom i poden arribar a ser virals de forma molt simple. YouTube permet visionar el seu contingut tant si ets usuari com si no de la plataforma, per tant pràcticament tothom amb accés a Internet pot ser-ne consumidor. YouTube és també una xarxa social i a més, et permet monetitzar el teu contingut, introduint-hi publicitat de manera que els videoclips (en aquest cas) més visionats arriben a tenir molts ingressos.
Aquest tipus de distribució dels videoclips fa que acabin sent un producte més de la indústria musical d'on aquesta obté ingressos i aconsegueix més persones disposades a consumir la música que produeixen.

## Censura
Com el concepte del videoclip es tracta d'una expressió artística, els artistes han estat censurats en moltes ocasions donat que el seu contingut s'ha pogut interpretar com ofensiu. Allò que és considerat ofensiu varia en els diferents països segons les seves lleis, costums locals i la seva ètica. Actualment, molts artistes produeixen dos videoclips si es dona la situació: aquell políticament correcte i aquell que es pot considerar censurable.

### Dècada dels 80
El primer vídeo censurat per la MTV va ser "Body Language" (1982), del grup britànic Queen. El motiu va ser el seu contingut eròtic i sexual, les imatges de pell suada, persones no suficientment vestides (a excepció dels propis membres de la banda). Allò era una cosa totalment inadequada per a l'audiència televisiva de llavors. De totes maneres, la cadena va emetre el videoclip d'Olivia Newton-John, "Physical" (1981), on podem observar cossos de models masculins entrenant vestits amb uns banyadors suggerents i un missatge homosexual al final del videoclip. El vídeo de Duran Duran, "Girls on Film", que tenia un contingut on apareixien noies fent topless i altres fetitxes sexuals, va ser censurat per la BBC. MTV va emetre el videoclip, això sí, amb una edició del muntatge final.
Laura Branigan va protestar en un principi per l'edició per part de la MTV del seu videoclip "Self Control" el 1984, però la protesta es va suavitzar quan la cadena es va negar a emetre el clip sota la direcció de William Friedkin on es mostrava la cantant atreta per una sèrie cada cop més estilitzada de clubs nocturns, on un home emmascarat, finalment, se l'emporta al llit. L'any 1989, el vídeo de la cantant Cher "If I could turn back time", en el qual Cher interpreta la cançó vestida amb un vestit extremadament revelador i envoltada per una nau plena de mariners que animen, va ser restringir i només es va poder visualitzar als programes nocturns de la MTV. El videoclip de Sex Pistols "God Save the Queen" va ser censurat per la BBC per referir-se al Regne Unit com un lloc sota un règim feixista. Mötley Crüe i el seu vídeo de la cançó "Girls, Girls, Girls" va ser també censurat per la MTV per mostrar dones completament nues ballant al voltant dels membres de la banda a un club de striptease. Mötley va haver de realitzar una altra versió del videoclip que foc acceptat per la cadena.
L'any 1983, Entertainment Tonight va dirigir un segment sobre la censura i la violència als videoclips de rock. L'episodi explorava l'impacte dels clips de rock emesos a la MTV on es mostrava una conducta violenta als inicis dels anys 80. Es van mostrar fragments de vídeos de Michael Jackson, Duran Duran, Golden Earring, Kiss, Kansas, Billy Idol, Def Leppard, Pat Benatar i The Rolling Stones. El doctor Thomas Radecki de la National Coalition on TV Violence va ser entrevistat acusant els videoclips de rock pel seu excès de violència. Tom Lynch, productor de Night Tracks, va reflexionar sobre els efectes de la controvèrsia sobre la violència dels videoclips. Els artistes John Cougar Mellencamp, Gene Simmons i Paul Stanley de Kiss, juntament amb els directors Dominic Orlando i Julien Temple, van proporcionar una defensa del seu treball. La conclusió que treia l'episodi era que la controvèrsia continuava augmentant. Alguns artistes varen utilitzar la censura com una eina publicitària. A la dècada dels 80, el programa Top of the Pops era partidari de la censura en quant el contingut dels videoclips, de manera que es van realitzar vídeos que serien censurats utilitzen la controvèrsia pública resultant per a promoure el seu llançament. Alguns exemples d'aquesta tàctica van ser el ja esmentats "Girls on Film" de Duran Duran i "Relax" de Frankie Goes to Hollywood, dirigit per Bernard Rose.

### Dècada dels 90

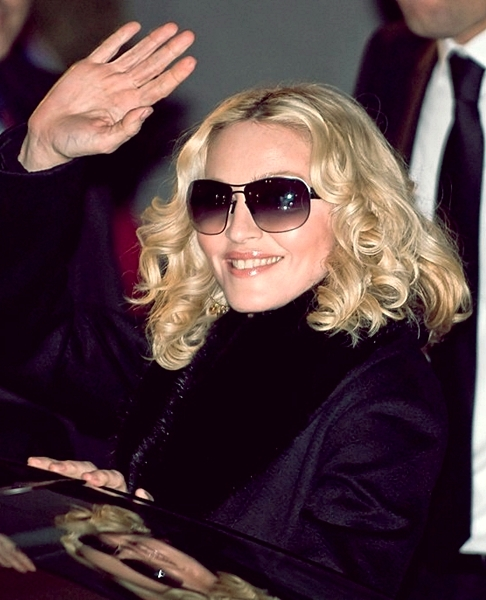
Madonna, l'artista més censurada dels 90

L'any 1991, el número de dansa de Michael Jackson a “Black or White” va ser tallat perquè mostrava a Michael Jackson d'una manera “inapropiada” tocant-se a ell mateix. El videoclip que va provocar més controvèrsia de Michael Jackson, “They Don't Care About Us” va ser censurat per la MTV, la VH1 i la BBC pels suposats missatges antisemites de la cançó i les imatges de fons de la “Prision Version” del vídeo.
Madonna és l'artista més associada amb la censura dels videoclips. La controvèrsia al voltant del màrqueting de Madonna i la seva sexualitat va començar amb el vídeo “Lucky Star” i es va anar amplificant amb el pas del temps amb videoclips com “Like a Virgin”. Es van produir protestes pel tema relatiu a l'embaràs adolescent discutit al vídeo de la cançó “Papa Don't Preach”. “Like a Prayer” va rebre moltes crítiques pesades a causa de les seves imatges religioses, sexuals i orientades racialment. L'any 1990, el vídeo de la cançó “Justify My Love” va ser censurat per la MTV gràcies a les seves imatges sadomasoquistes, homosexuals, del transvestisme i de sexe grupal que van generar una revolució mediàtica. El debat sobre la prohibició de “Justify My Love” dut a terme per la cadena musical canadenca MunchMusic va comportar el llançament el 1991 de Too Much 4 Much, una sèrie d'especials emesos en horari nocturn (que encara es van emetre als principis dels 2000) on els videoclips prohibits oficialment per MuchMusic van ser emesos, seguits de la discussió sobre el perquè de la seva censura.
El 1992, el vídeo de The Shamen de la cançó “Ebeneezer Goode” va ser prohibit per la BBC degut al seu missatge subliminar de la recreació de la droga coneguda com a èxtasi. El vídeo “Smack My Bitch Up” de The Progidy (1997) va ser censurat a alguns països per les referències al món de les drogues i el nudisme. El vídeo “Firestarter” del mateix grup va ser també censurat per la BBC per les seves referències als incendis provocats.
L'any 1993, la banda australiana de rock INXS va publicar un videoclip de la seva peça “The Gift” que va ser prohibit per la MTV perquè s'utilitzaven imatges de l'Holocaust i la guerra del Golf sobre imatges de la fam, la contaminació, la guerra i el terrorisme. Igual que aquest cas, la banda de metal Tool i el seu vídeo “Prison Sex” va ser censurat per la MTV, ja que el vídeo i la lletra de la cançó va tocar la sensibilitat de la població perquè parlava sobre l'abús infantil.

### Inicis dels 2000
L'any 2000, el vídeo musical de Robbie Williams “Rock DJ” va causar controvèrsia a causa de la naturalesa gràfica del vídeo on apareixia Robbie Williams fent un striptease i acabant nu, després desfent-se de la seva pell per a mostrar la seva carn plena de sang, seguit d'arrencar els seus músculs i òrgans fins que aquest es queda en un simple esquelet sagnant. El vídeo va ser censurat al Regne Unit durant l'horari de televisió diürn, només es podia emetre a partir de les 10 de la nit. El vídeo també va ser censurat a la República Dominicana per les seves referències al satanisme.
El 2001, Björk i el seu videoclip “Pagan Poetry” va ser prohibit a la MTV per les seves referències sexuals i cossos plens de pírcings. El seu següent senzill “Cocoon”, també va ser censurat per la MTV a l'incloure un nu de Björk.

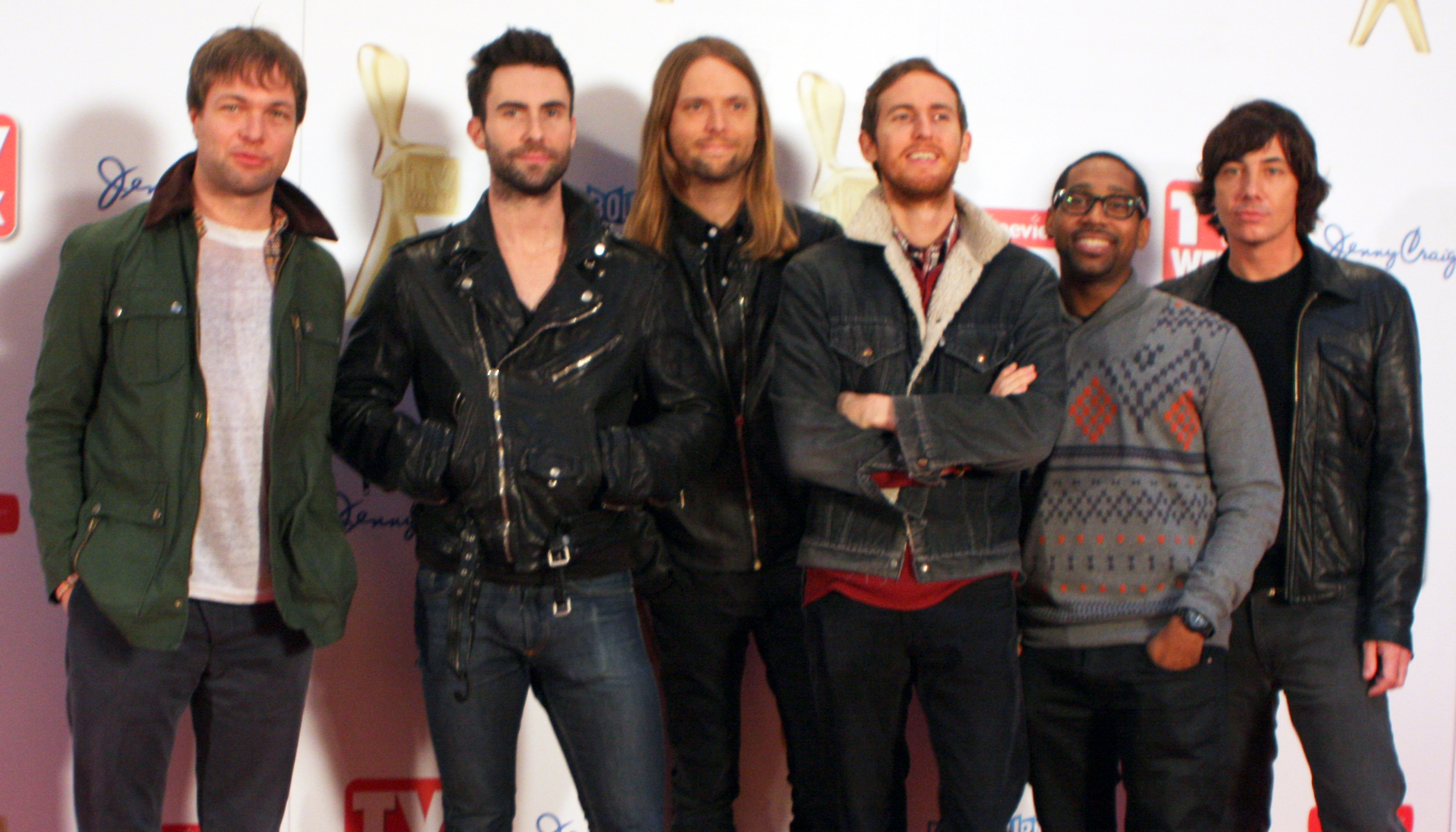
Maroon 5

L'any 2002, el vídeo d'“All the Things She Said” del duo rus T.A.T.u va causar controvèrsia per l'aparició de les noies joves, Lena Katina i Yulia Volkova, fent-se un petó. Els presentadors de televisió anglesos Richard i Judy van fer campanya per tal de prohibir el vídeo perquè es podia associar amb la pedofília (les noies vestien uniformes escolars), tot i així no van obtenir resultats. Per sumar fets a la controvèrsia, el petó va ser coreografiat als espectacles en directe de les noies. Top of the Pops va emetre una actuació en directe de les russes substituint les imatges del petó per plans del públic. El programa de l'NBC The Tonight Show with Jay Leno va retallar el petó per imatges de la banda. Tot i així, durant la seva gira promocional, T.A.T.u. va protestar lluint samarretes on es podia llegir la paraula “censurades”.
L'any 2004, el videoclip “This Love” del grup Maroon 5 va generar polèmica gràcies a les escenes íntimes protagonitzades pel seu cantant, Adam Levine, i la seva parella. Deixant de banda aquestes escenes tan particulars rodades amb uns angles estratègics, una versió censurable va ser realitzada amb un ordinador cobrint algunes de les parts més suggerents amb flors. El vídeo de Marilyn Manson “(s)AINT” va ser prohibit pel seu alt contingut de violència i sexualitat explícita. També el vídeo “Just Lose It” d'Eminem va causar controvèrsia per la seva paròdia sobre el judici pel suposat abús sexual infantil per part de Michael Jackson l'any 2005, la cirurgia estètica i cabell inflamat durant la filmació d'un anunci de Pepsi. El vídeo va ser censurat per BET i Jackson es va pronunciar en contra del vídeo, qualificant-lo d'inapropiat i molt poc respectuós amb la seva persona, els seus fills, la seva família i la comunitat.
L'estat d'Egipte va censurar el 2005 almenys vint videoclips musicals amb connotacions sexuals per respecte a la moral de la població musulmana. L'any 2004, moltes famílies i grups polítics es van manifestar a favor de la prohibició del vídeo “Call on Me” d'Eric Prydz per mostrar dones ballant d'una manera provocativa, finalment, el vídeo no es va censurar. El 2008, el videoclip de la banda Justice “Stress” va ser boicotejat per la majoria de canals televisius dedicats al panorama musical per les seves referències racistes i violentes; el vídeo oferia imatges de joves protagonitzant diversos crims pels carrers de París, molts d'ells d'ascendència nord-africana.
La música country havia evitat la controvèrsia pels continguts dels seus videoclips, però no en va resultar immune. L'any 2003 es va llençar el vídeo de Rascal Flatts “I Melt” mostrant a la model Christina Auria nua dutxant-se. El vídeo es va posicionar entre les millors llistes de l'any, però Great American Country va censurar-lo quan el grup es va negar a editar el muntatge final.

### Dècada del 2010

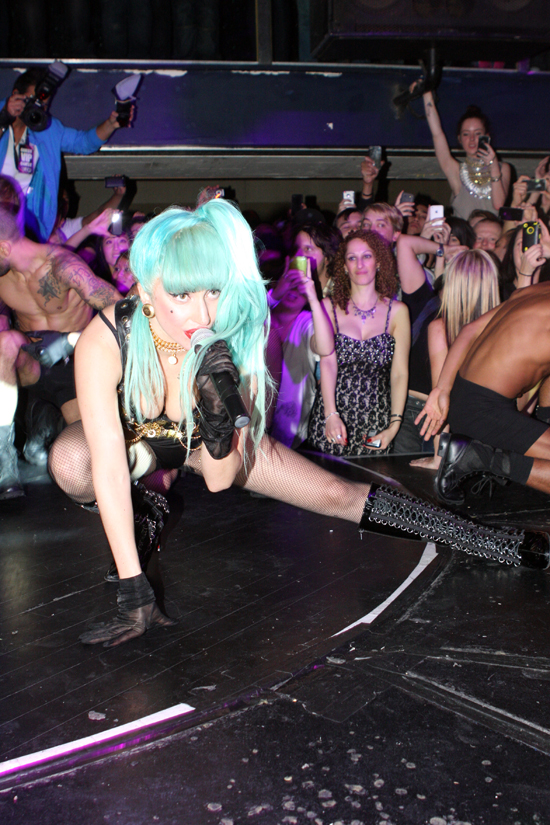
Lady Gaga, afectada també per la censura

L'any 2010, Thirty Seconds to Mars va llençar el vídeo “Hurricane”, censurat per la seva gran quantitat de violència, nus i sexe. El curtmetratge creat per al videoclip era una versió “neta” que es podia emetre per televisió. La versió explícita està disponible al web del grup per a aquelles persones majors de 18 anys.
El mateix any, es va estendre el rumor que el videoclip de “Telephone” de Lady Gaga i Beyoncé va ser censurat per la MTV perquè el seu contingut no podia ser emès per televisió, cosa que no va trigar a desmentir la cadena. Els anteriors videoclips de Gaga havien tractat temes tan criticats com la sexualitat (per exemple, “LoveGame”, rebutjat pel programa australià Video Hits). El vídeo “Alejandro” va ser molt criticat per la Lliga Catòlica, ja que Lady Gaga apareixia vestida amb un vestit vermell de làtex, una versió fetitxe de l'hàbit d'una monja, se simulava una violació i l'aparició d'un rosari que la cantant sembla empassar-se.
El vídeo “Ride” de Ciara va ser prohibit per la BET donada la seva alta càrrega de contingut sexual. El vídeo també va ser censurat per canals de televisió del Regne Unit.
“S&M” de Rihanna, on apareixen referències clarament sadomasoquistes i sexuals, va ser censurat a 11 països i va ser qualificat de inapropiat per a menors d'edat a la plataforma YouTube.
L'any 2014, “Dark Horse” de Katy Perry va ofendre a la comunitat musulmana per les referències a la seva cultura que Katy Perrry emprava al seu videoclip. El vídeo va ser denunciat i es va considerar que havia de ser eliminat de YouTube.

### Videoclips més destacats de la història
Durant la història dels videoclips, aquests s’han considerat principalment una valuosa eina de màrqueting i promoció musical, però hi ha vídeos que no només han servit per això, sinó que han assolit una importancia igual o major que la pròpia cançó que volien representar. És gràcies a aquests vídeos tan rellevants que actualment hi ha d’un model i d’un estil de videoclip determinat.
Sempre ha existit la discussió per determinar quin va ser el primer videoclip, i la disputa és principalment entre The Beatles i Queen. Tot i això, ambdós grups musicals han fet grans aportacions en l’evolució i la història del clip de vídeo. D’una banda, The Beatles són considerats com els pioners dels videoclips, ja que van ser els primers en abandonar els llargmetratges musicals i van crear els primers clips de vídeo curts adaptats per a la promoció televisiva. El primer clip que van realitzar va ser “Paperback Writer” (1966) i es tracta del primer videoclip conceptual. A dia d’avui encara perduren la influència d’alguns dels elements del vídeo (especialment de les preses, els plànols cinematogràfics i la col·locació de la càmara) en els videoclips actuals. D’altra banda, Queen també és considerat el grup que va inaugurar els clips de vídeo amb el de “Bohemian Rhapsody” (1975), ja que va ser el primer que va assolir una enorme popularitat, tot i la seva llarga duració de sis minuts. El clip va obtenir la seva màxima difusió gràcies al programa musical britànic “Top of the Pops” i, a més, va ser el primer que va estar gravat en format de vídeo i no en cel·luloide.
Un altre dels videoclips més destacables de la història és el de la cançó de The Buggles anomenada “Video killed the radio star” (1981). Aquest clip és principalment destacat per ser el vídeo que va inaugurar el canal de MTV que, va esdevenir el canal més popular del moment. A més a més, el vídeo no va ser elegit aleatòriament per ser el primer del canal, sinó que el seu significat era l'adequat per l’inici d’aquesta nova etapa. El tema de la cançó tracta sobre com ha canviat la societat: des dels anys cinquanta quan es podia escoltar la música sense filtres i veure els vídeos amb molt pocs talls, a l’arribada dels avenços tecnològics més innovadors, que van treure l’autenticitat a tot el que es considerava art audiovisual. La cançó proposava una solució a tot aquest desastre: “Put the blame on VTR”, és a dir, culpar al vídeo de tot. El canal MTV va trobar que el significat de la cançó era perfectament irònic per iniciar una nova etapa.
Un altre dels vídeo rellevant és “Thriller” (1983) de Michael Jackson, ja que és considerat el videoclip més important i que ha marcat un abans i un després en la història musical. Amb un pressupost de 800.000 dòlars, Jackson i John Landis, el director del vídeo, van aconseguir crear un curtmetratge de terror de tretze minuts i quaranta-tres segons amb el qual van aconseguir explicar una història més enllà de servir de suport per una temàtica musical. A més a més, amb el clip van fer un gir a la cultura artística: “Thriller” va contribuir en la sofisticació del gènere de música “pop”, va obrir la porta als artistes afroamericans i d'altres cultures al canal de MTV, i va inspirar als videoclips que es van gravar posteriorment.
Un altre videoclip que cal destacar és el de “Like a Prayer” (1989) de Madonna, el qual suposa el videoclip més polèmic de la història de la música. Quan va sortir la cançó, va assolir un èxit total i va ocupar el lloc número 1 de totes les llistes d’èxits a escala mundial, i el seu videoclip va aconseguir revolucionar l’opinió pública. El món va escandalitzar-se quan va veure el clip de la reina del pop, ja que aquest contenia un missatge i unes imatges blasfemes: el vídeo tractava d’un romanç entre un sant catòlic i la cantant, i projectava unes imatges escandalitzadores per la gent de l’època, com ara, la cantant ballant envoltada de creus cremant-se o fent un petó a un sant. Després del llançament de “Like a Prayer”, Madonna va ser considerada com una estrella i referent de la música “pop” capaç d’enfrontar-se a la indústria musical i religiosa. Actualment, la cançó és considerada com un clàssic de la música, a part de ser un dels majors èxits de la cantant.
Durant la primera dècada del segle XXI, un dels videoclips que va obtenir més fama i rellevància va ser el clip de “Single Ladies (Put a ring on it)” (2008) de la Beyoncé. Després de la realització de tants videoclips plens d’elements narratius i expressius, Beyoncé va aconseguir marcar la diferència amb un vídeo senzill en blanc i negre, rodat en un sol lloc interior i sense decorats. Un dels elements més destacats del vídeo són els jocs de llum que es van fer servir per fer pensar a l’espectador que el vídeo havia estat gravat en una sola presa. En una entrevista, la cantant va explicar que el ball del clip de vídeo va ser inspirat en una coreografia que Bob Fosse va fer per a la seva dona. A partir d’aquest videoclip, molts altres artistes del nivell de Justin Timberlake (ell inclòs) van fer les seves pròpies versions i van començar a posar en pràctica el jocs de llums i la simplicitat de la posada en escena.
A partir de la segona dècada del segle XXI ja va esdevenir totalment normal el fet que els artistes llancessin gairebé totes les seves cançons acompanyades d’un videoclip. Cançons amb videoclip com “Roar” de Katy Perry, “Uptown Funk” de Mark Ronson i Bruno Mars, i “Sorry” de Justin Bieber, van aconseguir milions de visites a les plataformes de difusió musical. Tot i això, son destacables dos videoclips d’aquesta dècada que, a part d’obtenir milers de visites, van aconseguir marcar tendència i influir en la cultura i en els costums de la gent. El 2012, PSY va llançar el mític “Gangam Style” acompanyat d’un clip de vídeo que va esdevenir icònic a la plataforma de Youtube amb gairebé 2,23 milions de visites. La fama del clip de la cançó es deu a l’essència que desprèn: una estil de vida ple d’excessos, festa, diversió i un ball que convida a tots els espectadors a imitar-lo. El mític ball de la cançó va arribar a tanta gent que, fins i tot, van ballar-lo gent tan important com Obama, Pocoyó i Madonna. Un any més tard, el 2013, el cantant famós Pharrell Williams va treure un nou single anomenat “Happy”, juntament amb el seu videoclip, el qual va marcar un abans i un després en la història dels videoclips: a part de ser llançat a Youtube com un videoclip normal i corrent, és destacat per ser el primer clip que va emetre’s durant vint-i-quatre hores en una web en streaming anomenada “24hoursofhappy.com”, que no deixava de reproduir la cançó i el videoclip en directe gravat a diferents llocs del món. El cantant de la cançó, Pharrell Williams, va aconseguir fer ballar a tot el món al ritme de “Happy” durant els mesos posteriors del llançament de la cançó i, actualment, aquesta té 1.062.131.254 visualitzacions.

## Música i vídeo
En l'ambient cinematogràfic entre els anys 1920 i 1925 ja es comparava la imatge cinematogràfica amb la música; J.Mitri cita en el seu llibre Estètica i psicologia del cinema a G.Dulac "Només la música pot evocar la impressió que també proposa el cinema, i nosaltres podem comprendre a la llum de les sensacions que ens ofereix aquelles que el cine del futur ens oferirà, (…) la pel·lícula integral que tots somiem compondre és una simfonia visual feta d'imatges rítmiques, i que únicament la sensació d'un artista coordina I llança sobre la pantalla". Amb el vídeo aquest concepte evoluciona i revoluciona el concepte temps.
La música té les seves pròpies carències i va evolucionant a mesura que va transcorrent; la imatge ha d'anar acompanyant el seu progrés manipulant el temps del moviment visual (retardant o accelerant segons convingui) per aconseguir un pretès acoblament audiovisual.
Nam June Paik creu que comprèn el temps millor que els artistes de vídeo que provenen de la pintura i l'escultura i diu: “La música és la manipulació del temps, totes les formes de música tenen diferents estructures i construccions. Així com els pintors comprenen l'espai abstracte jo comprenc el temps abstracte".
Un altre dels vídeos d'artistes referents, Bill Viola diu "compondre imatges en vídeo és el mateix que compondre música, en els dos casos s'ordenen esdeveniments en un temps determinat (...) quan faig un vídeo, el punt de partida és la imatge, però el que estic fent realment és el moviment de la imatge en el temps."
Ana Quiroga puntualitza sobre Viola "utilitza la tecnologia per fer un planteig de la qüestió del temps. Uneix la presa a partir d'un fos encadenat, i a partir de l'ús de congelats, ralentís i accelerats, divideix la imatge i li dona a la vegada una densitat inquietant."
Aquests avanços en la manipulació del temps es reflecteixen en el videoclip i en tots els formats del videoart, com amb de la videodansa.
En aquest format, que Rodrigo Alonso defineix com "la coreografia de la mirada", es crea damunt d'un suport musical una coreografia perfecta formant una comunió entre els estudiats moviments de càmera, la música, el ball, la manipulació del temps i els efectes d'edició, dona com a resultat una obra de vídeo creació.
La càmera no es limita a ser la mirada, a triar un punt de vista a ocupar una posició a l'espai, "La càmera penetra en l'atmosfera dels cossos, els acompanya, els espera i vibra amb ells, participa d'aquesta misteriosa emoció que els fa moure’s.

## Característiques del videoclip

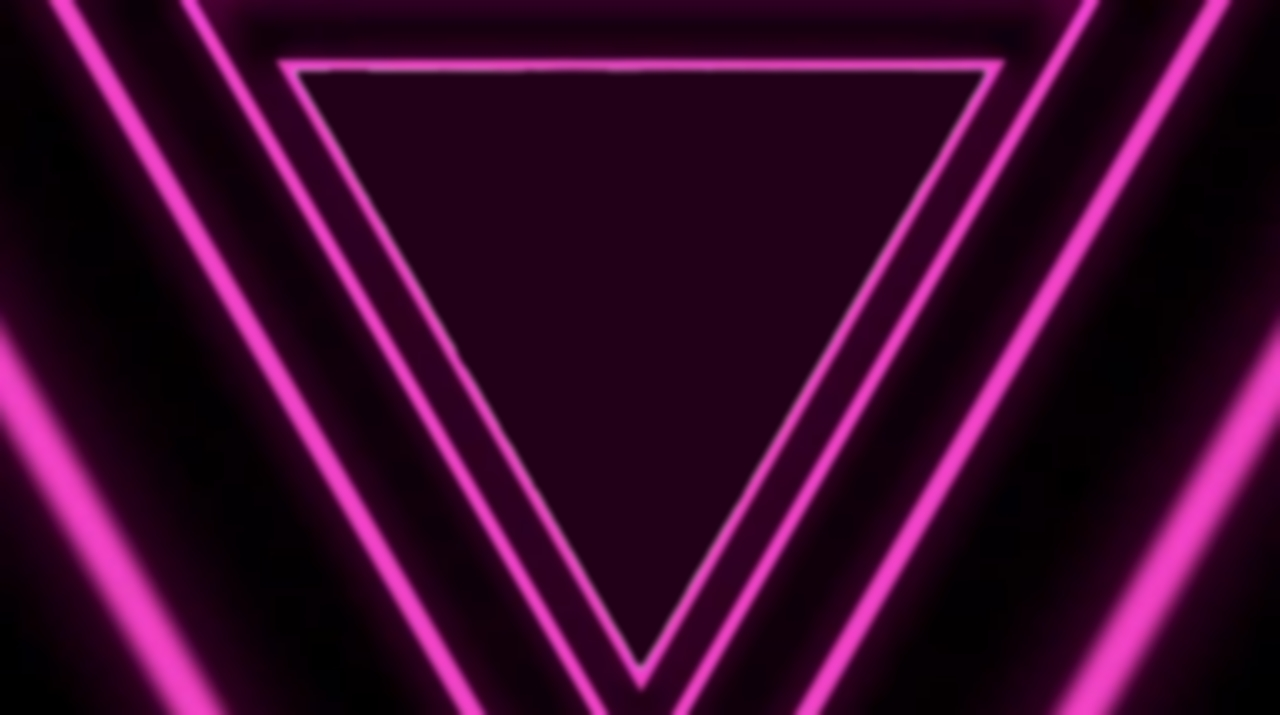
Visuals del videoclips de Born This Way de Lady Gaga

Les característiques intrínseques del videoart continuen vigents en el videoclip, però hi ha diferències substancials: el videoclip es desenvolupa sobre una cançó i la seva idea és més comercial i més lligada a un argument; per contra el videoart no necessàriament ha de contenir so, la seva finalitat és la difusió d'una idea i no va tan lligada a la imatge, text i so.
El videoart s'exhibeix generalment en els museus i galeries. Per contra el videoclip és més un treball en funció d'un tema musical i està dirigit a un públic més ampli per ser visionat mitjançant la televisió o internet.
Neix de l'acoblament de la imatge amb la música en una comunió perfecta. Una de les peculiaritats és la durada, el temps i el ritme, produint un efecte únic. La velocitat, els canvis de ritme (accelerant o alentint), les combinacions d'imatges, les repeticions, els canvis de pla, trenquen contínuament la coherència, tot això ve determinat per l'estructura de la melodia de la cançó, i té com a resultat que tots aquests estímuls audiovisuals impacten a l'espectador. No acostuma sempre a tenir un relat coherent, sinó que s'alimenta de produir sensacions per aconseguir un producte estètic.
J. Fiske diu del videoclip que "és un reciclat d'imatges que les deforma fora del context original que les conferia sentit i les redueix a una flotació de significats lliures, fora del control de la construcció normal del sentit".
S'apliquen conceptes de la cinematografia com deia Eisenstein "intento trobar els mitjans indispensables per relacionar el tret visual (imatge) amb el fragment musical".
Un dels videoclips més famosos, Thriller (1983), en què Michael Jackson, amb visió de futur, contracta el creador John Landis per realitzar-lo, conta una història de terror, que amb increïble maquillatge, coreografia, fotografia i ritme, dona com a resultat un dels videoclips que han marcat una generació.
L'artista polifacètic Lury Lech, que dota a la seva música d'una dimensió visual fins i tot literària, diu "D'un costat hi ha el videoclip, i de l'altre el videoart, on la música pot tenir un paper incidental o no. Jo he seguit un camí en què m’ha passat una cosa semblant al que amb la música. Puc ser rebutjat per uns i pels altres. Els videoartistes diran que els meus treballs són videoclips, i els creadors d'aquests no els acceptaran per no ser en la seva opinió videoclips ortodoxos. El que sempre m'ha interessat és experimentar amb els mitjans, els tractaments. El que jo pretenc és utilitzar la tecnologia d'avantguarda per l'art d'avantguarda".
"El videoclip és art, és una forma artística que és plàstica, perquè reprodueix formes, és bella o liberal perquè és una manifestació de l'enginy i és industrial perquè requereix càmeres de cinema o de vídeo i altres aparells".
Hi ha una discussió sobre com catalogar un producte: videoart / videoclip. En molts casos és difícil la seva definició.

## Tipus
En un principi, el 1987, E. Ann Kaplan va dedicar el seu llibre Rocking Around the Clock: Music Television, Postmodernism and Popular Culture a aquesta forma característica d'imatge contemporània. En el seu estudi, Kaplan va reflexionar sobre els diferents tipus. Va dividir els videoclips en cinc tipus: "romàntics”, de "preocupacions socials", "nihilistes", "clàssics", i "postmoderns". Atribueix a cada un d'aquests tipus, característiques formals i narratives específiques.
- Els vídeos romàntics eren aquells que es basaven en la narració de temàtiques de pèrdua i retrobament, i en la projecció de relacions sexuals normalitzades.

- Els de preocupacions socials, com ja diu el nom, parlaven de temes de caràcter social.

- Els nihilistes eren antinarratius i subratllaven estètiques sadomasoquistes, homoeròtiques o andrògines.

- Els clàssics feien servir l'estructura de mirada -masculina- característica del Hollywood clàssic, o citaven directament els seus gèneres.

- Els postmoderns, eren tots aquells que no encaixaven en cap dels altres blocs, i estaven marcats, segons l'autora, per una negativa de les imatges a prendre una posició clara, a comunicar un significat evident.

Anys després de l'estudi de Kaplan, podem dir que el tipus postmoderns han passat a ser la forma més comuna dels videoclips, atès que, com diu Dick Hebdige, "s'han convertit en una forma dissenyada per explicar una imatge més que per explicar una història". Els continguts narratius del videoclip han anat deixant pas a espais no narratius, a espais de suggestions visuals no realistes ni modernes que no porten a identificar ni reflexionar sobre cap crítica, i que es refereixen essencialment a la mateixa imatge, enlloc d'un món exterior a aquesta.
En l'actualitat podem diferenciar tres tipus:
- No narratius o descriptius: no existeix un programa narratiu com a tal. Pot donar la sensació d'una certa cronologia o temporalitat en la successió d'imatges, que seran els paràmetres espaciotemporals que marcaran la representació, però no hi ha cap lloc per la narració.
- Musical o performance: l'objectiu d'aquest tipus és de crear un cert sentit d'experiència. Són els videoclips en els quals trobem un cantant o grup sobre un escenari, sigui dins d'un estudi o en un concert. Tot això pot anar acompanyat amb imatges associades d'alguna manera entre si, que intenten mantenir l'atenció de l'espectador i introduir-lo a la situació. També pot consistir en una il·lustració estètica de la melodia, amb el qual únicament adquireix un caràcter escenogràfic sense fer referència a res més. Els vídeos orientats a la performance indiquen a l'espectador que la gravació de la música és l'element més significatiu. Un exemple d'aquest tipus seria Rock or Bust, d'ACDC:
- Conceptuals: Es basen en una forma poètica, sobretot la metàfora. No expliquen una història de manera lineal, el que fan és crear un cert ambient o estètica d'un tipus abstracte o surrealista. Pot ser una seqüència d'imatges amb un concepte en comú en el fet de sentir la música, no precisament el de la lletra de la cançó. Com a exemple trobem Stubborn Love, de The Lumineers:

- Narratius: són aquells en els quals es presenta una seqüència de fet on s'explica a l'espectador una història sota una estructura dramàtica clàssica. Es desenvolupa un programa narratiu que pot ser protagonitzat pel cantant o per actors. La relació entre la música i la imatge pot ser de tres tipus: lineal, és a dir, repetir el que narra la cançó; d'adaptació, una trama paral·lela a partir de la cançó; o per acabar, de superposició, una història independent de la cançó però que funciona. Aquests minirelats acostumen a tenir característiques comunes amb els films: el·lipsis, flux continu, ritme... Però sempre intentarà negar la convencionalitat de la història, és per això que se saltarà moments espaciotemporals, al contrari del cinema. Un exemple és Emocional, de Dani Martín.
- Descriptiu + narratiu: és una barreja dels dos anteriors. Acostumen a estar dividits en dos nivells: el de la història i un altre en el qual veiem als artistes actuant sobre l'escenari. Aquest tipus s'utilitza en el cas que es vulgui narrar una història i, al mateix temps, crear una imatge del grup.
- Videoclips Lírics: Els videoclips lírics són aquells on la lletra de la cançó és l'element més important del vídeo i apareix en tot ell sense que hi hagi personatges ni història. Un dels primers exemples d'aquest gènere va ser el de "Sign o' the Times" de Prince l'any 1987. L'efecte de les lletres al ritme de la música conjuntament amb figures geomètriques abstractes el va crear Bill Konersman. Actualment, hi ha bastants artistes que decideixen treure les seves cançons en format líric i en format de videoclip amb narració, com és el cas de CeeLo Green o Ed Sheeran.

## Videoclip 360°
Els vídeos de 360 graus ofereixen una experiència visual molt diferent dels tradicionals. Aquests vídeos permeten albirar l'acció des de tots els angles i no només on la càmera està apuntant. En els vídeos musicals de 360 graus la càmera ets tu, de manera que pots descobrir nous detalls i submergir-te en la cançó. Per poder moure't pel llarg i ample de la imatge solament has de moure el punter sobre la pantalla de reproducció o utilitzar la icona marcada com a joystick en la part superior esquerra de la imatge. Aquest format musical sempre ha buscat la innovació tecnològica per presentar els seus continguts més cridaners.
La cantant belga Noa Neal va ser la primera a pujar un vídeo a YouTube el 24 de març de 2015 barrejant dues tecnologies: utilitzar un formato en vídeo 4K i un angle de visió de 360°. Per fer possible la visualització esfèrica, el vídeo es va gravar amb sis càmeres GoPro Hero3 que van anar gravant una esfera completa de 360 graus de l'escenari de l'acció. Així, mentre l'artista canta pujada a la moto, o tots ballen la coreografia caminant pel carrer, nosaltres podem admirar el “backstage” que tenen davant: una visió inusitada del camió que transporta als músics i la càmera que els està gravant. L'empresa Kolor, especialitzada en enregistrament de vídeos de 360 graus, va ser la realitzadora d'aquest videoclip musical, encarregada de muntar en un anell d'enregistrament de Freedom360 el vídeo, utilitzant el software de Eyes Kolor, Kolor Autopano Video Pro de Eyes Kolor.
El videoclip musical solament aprofita aquesta tecnologia en navegadors Chrome i en l'aplicació de YouTube per Android des d'un dispositiu mòbil, ja de moment solament es Google qui ha introduït el suport per a vídeos en 360° en la seva plataforma. Els navegadors com Firefox o Explorer presenten la imatge a pantalla completa, és a dir la imatge gravada en pla amb els 360°, no és possible redirigir la imatge per buscar angles. L'experiència en 360 graus també es pot veure amb les ulleres Oculus Rift.
A YouTube, la visualització en 360° funciona a través d'un botó de desplaçament similar al de Google Maps, o bé desplaçant-se directament pel vídeo movent el cursor per mitjà del ratolí o panell tàctil. I des d'un dispositiu mòbil Android, bastarà amb lliscar el dit per la pantalla tàctil.

### Qualitat dels videoclips 360°
Quan gravem amb una càmera 360° el que fem és capturar un o diversos vídeos esfèrics. Segons la càmera i l'objectiu, per exemple, podem obtenir un clip amb dues esferes que cobreixen un angle de 180° cadascuna (360° en total) o bé una única esfera que cobreixi 235º (deixant una zona negra sense cobrir en el vídeo 360° final). Amb aquest material esfèric després es realitza una conversió a vídeo pla en un procés denominat com "cosit" o stitch.
La resolució del vídeo obtingut sol ser normalment de 1080p o 4K i és aquest el que després ens embolicarà per oferir aquesta experiència immersiva. Per tant, dels 1920x1080 o 3840x2160 píxels del clip, en passar a la manera de reproducció 360° el que es mostrarà en el reproductor serà un fragment que lògicament és de menor resolució, exactament de 852x480 píxels en el cas de partir d'un vídeo original 1080p. Si en comptes de ser un vídeo Full HD partíssim d'un vídeo pla 4K la qualitat milloraria una mica, però, així i tot, la secció que visualitzaríem seria de 1702x960 píxels de resolució.
Així que, quan es veuen vídeos en 360° es perd nitidesa.

### Generar un videoclip 360°
Per generar un vídeo 360° no cal realment tenir una càmera 360°, aquestes càmeres el que fan és facilitar la labor, però amb diverses GoPro o DSLR es pot aconseguir. És imprescindible tenir una aplicació o programa que sigui capaç d'unir els diferents clips de vídeo. Aquest procés d'unió o “cosit” (stitch en anglès), com es coneix, es pot portar a terme amb programes com Kolor Autopano o VideoStitch.
En el cas que hàgim utilitzat una càmera 360° com la de Samsung o similars el recomanable és usar les aplicacions que el fabricant ofereix, no només per facilitat d'ús sinó també perquè els vídeos esfèrics generats per les càmeres 360° poden ser diferents (orientació de les esferes, angles de cobertura de cada lent, etc.).

### Edició
Amb aplicacions com a Final Cut Pro X, Adobe Premiere, Sony Vegas o qualsevol altre editor de vídeo es pot dur a terme l'edició de vídeos de 360°, podent fer en ells correccions de color, aplicar transicions, etc. Però a l'hora d'afegir elements gràfics com a títols, per exemple, cal una mica més d'ajuda per facilitar el treball, com la utilització de connectors, els quals faciliten aquestes tasques. Alguns d'aquests connectors poden ser:
- Dashwook 360VR Toolbox per Final Cut Pro X.
- SkyBox 360/VR Tools per Adobe Premiere.

Aquests permeten treballar amb vídeos 360° de forma més eficient, i veure en temps real com quedaran els diferents elements integrats. D'aquesta manera ens evitem possibles deformacions i, sobretot, repetir el procés de renderitzat i exportació per aconseguir l'acabat.

## Àlbum visual
A l'època contemporània que viu la música, fer únicament un videoclip ja no és la forma més eficaç de promocionar un àlbum, una cançó o el mateix artista. Ara la millor forma d'aconseguir aquest objectiu és fer un àlbum visual. Quan es parla d'àlbum visual, estem parlant d'un àlbum on cada cançó té un videoclip. Cada cançó és un vídeo diferentment treballat, o cada cançó de l'àlbum construeix un gran vídeo narratiu que dura més d'una hora, com Lemonade de Beyoncé, el seu segon àlbum visual, o The Odyssey, el primer àlbum visual de Florence and the Machine.
Fer un àlbum visual dona coneixement de les inquietuds artístiques, personals i emocionals dels artistes que el porten a terme. Gràcies als visuals, els cantants es comencen a veure com artistes perquè tracten de construir tota la seva música a partir d'imatges, o porten la seva música a imatges. A més a més, fer un àlbum d'aquest tipus fa que el públic presti atenció a tot l'àlbum, i no es quedin únicament amb una cançó o vídeo.
L'imperi dels àlbums visuals està creixent i cada vegada més cantants utilitzen aquesta tècnica artística. Alguns cantants que han fet àlbums visuals són Beyoncé, Kanye West, Michael Jackson, Justin Bieber o Florence and the Machine.

### Llista d'àlbums visuals
- BEYONCÉ de Beyoncé

- Lemonade de Beyoncé
- RUN de Beyoncé i Jay-Z
- Purpose de Justin Bieber
- The Odyssey de Florence and The Machine
- How Big, How Blue, How Beautiful de Florence and The Machine
- Lady Wood de Tove Lo
- A Hard Day's Night de The Beatles
- Histoire de Melody Nelson de Serge Gainsbourg
- The Wall de Pink Floyd
- Purple Rain de Prince
- Interstella 5555 de Daft Punk
- The First Days of Spring de Noah and the Whale
- ODDSAC de Animal Collective
- Runaway de Kanye West
- Girl Walk, All Day de Girl Talk
- Hi Custodian de Dirty Projectiors
- Moonwalker de Michael Jackson
- Nine Types of Light de TV on the Radio
- Bon Iver, Bon Iver de Bon Iver
- Imaginaerum de Nightwish
- Night Thoughts de Suede
- Double Dutchess de Fergie
- Vulnicura de Björk

## Cronologia
- 1920: Oskar Fischinger i un corrent de creadors europeus dels anys 20 assenten les bases de la música visual, creant peces d'imatge per a temes musicals preexistents.
- 1930: Carlos Gardel grava deu cançons a l'Argentina capturant alhora imatge i so.
- 1941: Un nou invent arriba als bars i clubs dels Estats Units: El Paroram Soundie és una rockola que reprodueix films musicals juntament amb música.
- 1956: Hollywood descobreix el gènere de films centrats en la música. Una onada de films de Rock & Roll comença (Rock Around the Clock, Don't Knock the Rock, Shake, Rattle and Rock, Rock Pretty Baby, The Girl Can't Help It), i dels films famosos d'Elvis Presley. Alguns van ser presentacions musicals dintre d'una història, uns altres van ser espectacles de revista.
- 1960: A França es fabrica una nova versió del Soundie, batejada com Scopitone, el qual dona la possibilitat de seleccionar entre diverses peces en suport cinematogràfic. Té gran èxit a França.
- 1962: La Televisió Britànica inventa una nova forma de programes musicals. Shows com Top Of The Pops, Ready! Steady! Go! i Oh, Boy van obrir el camí a diversos artistes i es van convertir en grans èxits.
- 1964: La Televisió nord-americana adapta aquest format. Hullabaloo va ser un dels primers en aquest tipus, seguit per Shindig! (NBC) i American Bandstand.
- 1966: Els primers vídeos conceptuals són transmesos, com "Paperback Writer" i "Rain" de The Beatles. El 1967, van sortir vídeos més ambiciosos com "Penny Lane" i "Strawberry Fields Forever".
- 1970: Les indústries discogràfiques van començar a produir "promos", primers vídeos musicals que van començar substituint les presentacions en viu dels artistes en els programes de televisió.
- 1970: La Trinca enregistra el primer videoclip de l'Estat espanyol amb la cançó "Tots som pops".
- 1975: El grup Queen, llança "Bohemian Rhapsody", considerat pioner en el gènere, però aquest vídeo com a tal no arriba a ser un vídeo musical, per tant es considera com el primer videoclip de la història "Video Killed The Radio Star".
- 1981: MTV, el primer canal de vídeos musicals durant 24 hores, s'estrena. Inicialment, pocs operadors de cable el tenien, després esdevingué un èxit i una icona cultural. El primer vídeo que emeten és "Video Killed the Radio Star" del grup The Buggles.
- 1995: MTV comença a nomenar als directors dels vídeos musicals.

## Videoclips enregistrats en pla seqüència
Els videoclips són curtmetratges produïts, generalment, per difondre cançons en plataformes audiovisuals. Els videoclips gravats en una sola presa, o pla seqüència, són aquells on l'acció és registrada per una sola càmera de principi a fi, sense tallar i sense edició de cap mena.
El vídeo de la cançó popularitzada en 1965 per Bob Dylan, Subterranean Homesick Blues, és recordat com un dels primers vídeos musicals fets en una sola presa, encara que tècnicament no és un videoclip, sinó la seqüència inicial del seu documental, Don't Look Back.
Un dels directors més destacats en aquest àmbit és el francès Michel Gondry, qui ha realitzat diversos videoclips en pla seqüència: «Lucas With The Lid Off» de Lucas Secon, «Sugar Water» de Cibo Matto, «Knives Out» de Radiohead, «Come Into My World» de Kylie Minogue, «The Denial Twist» de The White Stripes i «Mad World» de Gary Jules.

### Llista de videoclips enregistrats en pla seqüència
| Any  | Títol                                     | Artista                 | Director                             | Duració |
| ---- | ----------------------------------------- | ----------------------- | ------------------------------------ | ------- |
| 1965 | «Subterranean Homesick Blues»             | Bob Dylan               | D.A. Pennebaker                      | 2:16    |
| 1987 | «Sexo»                                    | Los Prisioneros         | Cristián Galaz                       | 4:30    |
| 1991 | «Garden of Eden»                          | Guns N' Roses           | Andy Morahan                         | 2:58    |
| 1994 | «March of the Pigs»                       | Nine Inch Nails         | Peter Christopherson                 | 3:15    |
| 1996 | «Love Don't Live Here Anymore»            | Madonna                 | Jean-Baptiste Mondino                | 4:40    |
| 1996 | «Wannabe»                                 | Spice Girls             | Jhoan Camitz                         | 3:57    |
| 1996 | «Head over Feet»                          | Alanis Morissette       | Michelle Laurita y Alanis Morissette | 4:32    |
| 1996 | «Sugar Water»                             | Cibo Matto              | Michel Gondry                        | 4:03    |
| 1997 | «Save Tonight»                            | Eagle-Eye Cherry        | Johan Camitz                         | 3:10    |
| 1998 | «Closing Time»                            | Semisonic               | Chris Applebaum                      | 4:00    |
| 1999 | «Una ilusión»                             | Kabah                   | Alejandro Marcovich                  | 4:11    |
| 2000 | «Yellow»                                  | Coldplay                | James & Alex                         | 4:31    |
| 2001 | «Emotion»                                 | Destiny's Child         | Francis Lawrence                     | 3:56    |
| 2002 | «Come Into My World»                      | Kylie Minogue           | Michel Gondry                        | 4:17    |
| 2002 | «En el 2000»                              | Natalia Lafourcade      |                                      | 3:38    |
| 2003 | «The Voice Within»                        | Christina Aguilera      | David LaChapelle                     | 4:36    |
| 2003 | «Bonito»                                  | Jarabe de Palo          |                                      | 5:02    |
| 2004 | «El sol no regresa»                       | La Quinta Estación      | Alejandro Hernández                  | 3:46    |
| 2005 | «Casa»                                    | Natalia y La Forquetina |                                      | 4:03    |
| 2006 | «Here It Goes Again»                      | OK Go                   | Trish Sie                            | 3:05    |
| 2007 | «1234»                                    | Feist                   | Patrick Daughters                    | 3:21    |
| 2007 | «Start All Over»                          | Miley Cyrus             | Marc Webb                            | 3:27    |
| 2007 | «Desecration Smile»                       | Red Hot Chili Peppers   | Gus Van Sant                         | 5:02    |
| 2007 | «Selfish Jean»                            | Travis                  | Demetri Martin                       | 4:14    |
| 2008 | «Empezar desde cero»                      | RBD                     | Esteban Madrazo                      | 3:15    |
| 2009 | «Cornerstone»                             | Arctic Monkeys          | Richard Ayoade                       | 3:14    |
| 2009 | «Irremediable»                            | Yuridia                 |                                      | 3:54    |
| 2010 | «Con las ganas»                           | Zahara                  |                                      | 5:03    |
| 2010 | «Aún pienso en ti»                        | Playa Limbo             |                                      | 3:59    |
| 2011 | «The Lazy Song»                           | Bruno Mars              | Bruno Mars y Cameron Duddy           | 3:29    |
| 2011 | «Call Your Girlfriend»                    | Robyn                   | Max Vitali                           | 3:35    |
| 2011 | «Lonely Boy»                              | The Black Keys          | Jesse Dylan                          | 3:14    |
| 2012 | «We Are Never Ever Getting Back Together» | Taylor Swift            | Declan Whitebloom                    | 3:36    |
| 2013 | «Tennis Court»                            | Lorde                   | Joel Kefali                          | 3:22    |
| 2014 | «Love»                                    | AAA                     |                                      | 5:36    |
| 2014 | «I Won't Let You Down»                    | OK Go                   | Kazuaki Seki                         | 5:20    |
| 2014 | «The Writing's On The Wall »              | OK Go                   | Aaron Duffy y Bob Partington         | 4ː16    |
| 2014 | «Chandelier»                              | Sia                     | Sia Furler y Daniel Askill           | 3:58    |
| 2014 | «Coming Home»                             | Kaiser Chiefs           | James Slater                         | 4:42    |
| 2014 | «Hideaway»                                | Kiesza                  | Blayre Ellestad                      | 4:35    |
| 2014 | «Two Weeks»                               | FKA twigs               | Nabil Elderkin                       | 4:15    |
| 2014 | «What Is Love»                            | Kiesza                  |                                      | 3:13    |
| 2015 | «Talking Body»                            | Tove Lo                 |                                      | 3:56    |
| 2015 | «Hasta la raíz»                           | Natalia Lafourcade      | Alonso Ruizpalacios                  | 3:40    |
| 2016 | «Boulevard»                               | Jenny and the Mexicats  |                                      | 3:15    |
| 2016 | «Save Me»                                 | BTS                     |                                      | 3:37    |
| 2016 | «Trust Nobody»                            | Cashmere Cat            | Jake Schreier                        | 3:42    |
| 2016 | «Upside Down, Inside Out»                 | OK Go                   | Trish Sie                            | 3ː21    |

## Canals de videoclips
- 40TV
- Black Entertainment Television (BET)
- BlankTV
- bpm:tv
- C4TV
- Channel V
- CMT
- FUSE
- GAC
- MTV
  - MTV Latinoamèrica
  - MTV Europe
- Music Choice
- MuchMusic
  - PunchMuch
- MuchMoreMusic
  - MuchMoreRetro
- Music 24
- Musique Plus
- MusiMax
- MYX
- Ritmoson Latino
- Telehit
- TMF
- EXA TV
- VIA X
- VH1
- VIVA
- ZTV
- Zona Latina
- Play tv